# تولاتا (سرزمین آلتای)
تولاتا (به لاتین: Tulata) یک منطقهٔ مسکونی در روسیه است که در سرزمین آلتای واقع شده‌است.